# Arctica islandica
La almeja de Islandia (Arctica islandica)  es una especie de molusco bivalvo de la familia Veneridae cuya concha tiene un tamaño de 7 a 12,5 cm. Presenta forma circular; el perióstraco (cubierta externa de la concha) es de color marrón oscuro a negro; internamente es suavemente porcelanada y no se distingue en la concha la cicatriz del seno paleal. Esta especie es comúnmente comercializada; se captura mediante dragado de la arena a profundidades que oscilan de 1,5 m  a 30 m de profundidad.
Valva derecha e izquierda del mismo animal:

Valva derecha
Valva izquierda

## Distribución
Presenta una amplia distribución en el Norte del Océano Atlántico, habitando por lo general en aguas boreales, aunque es posible hallarla también en aguas más templadas; en América se le ha encontrado hasta las costas de Carolina del Norte, y en Europa, desde el mar Blanco hasta la ría de Vigo, en España.

## Ming
Ming es el nombre dado a un ejemplar de Arctica islandica hallada en la costa de Islandia en 2006, que es considerado como el animal más longevo hallado hasta la fecha, habiendo recibido su nombre en honor a la dinastía Ming que gobernaba China en el momento de su nacimiento.
Un estudio realizado por la Universidad de Bangor en Gales en octubre de 2007, basado en la esclerorocronología para contar el número de líneas de crecimiento en la concha del molusco, y que produjo su muerte, había estimado su edad entre 405 y 410 años, lo que llevó a la inclusión del animal en el Libro Guinness de los récords. En noviembre de 2013, los investigadores se dieron cuenta de que contaba en realidad con 507 años cuando murió, habiendo nacido en torno al año 1499. Según Chris Richardson, profesor de la Escuela de Ciencias Oceanográficas de dicha universidad, factores tales como la alimentación del molusco, la temperatura de las aguas oceánicas y la climatología determinan las variaciones en los anillos de crecimiento de la concha.